# Torunlar, Çeltik
Torunlar là một xã thuộc huyện Çeltik, tỉnh Konya, Thổ Nhĩ Kỳ. Dân số thời điểm năm 2011 là 686 người.